# Nacional comunismo en Rumanía

Emblema de la República Socialista de Rumania.

El Nacional comunismo en Rumania es un término que se refiere a una forma de nacionalismo promovida en la Rumanía comunista entre principios de la década de 1960 y 1989; el término en sí no fue utilizado por el régimen comunista. Teniendo sus orígenes en la emancipación política de Gheorghe Gheorghiu-Dej de la Unión Soviética, fue desarrollado en gran medida por Nicolae Ceaușescu, quien comenzó en 1971, a través de su manifiesto de las Tesis de Julio, una revolución cultural nacional. Parte de la mitología nacional fue el culto a la personalidad de Nicolae Ceaușescu y la idealización de la historia rumana, conocida en la historiografía rumana como Protocronismo.
Esta ideología nacionalista se construyó sobre una mezcla de principios marxistas-leninistas y doctrinas del nacionalismo de extrema derecha. El argumento principal del principio fue la lucha unánime e interminable a lo largo de dos mil años para lograr la unidad y la independencia.

## Era internacionalista
Antes de la Segunda Guerra Mundial, la ideología histórica se basaba en el nacionalismo rumano y la principal disputa en la sociedad rumana era entre las personas que promovían las tradiciones indígenas y las que querían una sociedad basada en valores occidentales. Los marxistas jugaron solo un papel menor en la cultura rumana y, según el historiógrafo Lucian Boia, la izquierda rumana era típicamente de persuasión precapitalista tradicional rural, en lugar de apoyar un estado obrero poscapitalista como en otras partes de Europa. En este contexto, el cambio ideológico en la sociedad rumana después de que los comunistas llegaran al poder en Rumania parecía más radical.
En el espacio de unos pocos años, la historia de Rumanía se había reescrito: mientras que la historia anterior a la guerra se había escrito desde un punto de vista nacionalista, la nueva historia se escribió con un espíritu internacionalista. Por ejemplo, en la "Historia de Rumanía" de Mihail Roller, la unión de 1859 entre Valaquia y Moldavia fue vista como la voluntad de los burgueses y boyardos, que se beneficiaron de ella, y la decisión se tomó sin tener en cuenta la voluntad de la gente. La Unión de Besarabia con Rumania fue vista como una "intervención imperialista contra la Revolución Socialista en Rusia" y la Unión de Transilvania con Rumania fue considerada una ocupación.
Se produjo un cambio importante en la relación de los rumanos con Occidente. Antes de la guerra, la mitología nacional consideraba a los rumanos "Una isla de latinidad en un mar eslavo". La historia de Roller enfatizó la cohabitación de rumanos y eslavos en la Edad Media y discutió las conexiones entre eslavos y rumanos, terminando con la "liberación de Rumania por el glorioso ejército soviético".

## Independencia de la Unión Soviética
A partir de fines de la década de 1950, el nacionalismo rumano se convirtió gradualmente en parte de la ideología oficial, en paralelo con una disminución de la importancia eslava, rusa y soviética dentro de la historia rumana. Este proceso culminó con la "declaración de independencia" de abril de 1964, cuando abandonó el internacionalismo.

## Rehabilitación de figuras culturales
El régimen comunista integró toda la herencia rumana en su ideología nacional. Por ejemplo, el historiador de derecha Nicolae Iorga fue rehabilitado por ser "antifascista" (asesinado por la Guardia de Hierro), y sus obras se volvieron a publicar con la excepción de aquellas que argumentaban directamente contra el comunismo. La Historia de la civilización rumana moderna de Eugen Lovinescu se volvió a publicar en una versión abreviada y la introducción decía que el trabajo de Lovinescu no era una polémica antimarxista y que tenía puntos en común con el materialismo histórico.
Incluso el Conducător fascista Ion Antonescu fue semi-rehabilitado, recibiendo un trato mucho más amable que antes, en línea con el nacionalismo y la fachada de antisoviético. Esto era parte de una estrategia de insertar "grandes líderes" a lo largo de la narrativa de la historia rumana, para servir al culto a la personalidad de Ceaușescu, Antonescu era visto como un "patriota incomprendido" en lugar de un traidor. Este proceso comenzó con la novela Delirul (1975) de Marin Preda, continuando con Preliminarii politico-diplomatice ale insurecției române din August 1944 (1979) de Aurică Simion, antes de convertirse en parte de la ideología oficial en Istoria militară a poporului român de Ilie Ceaușescu, vol 6 (1989).

## La revolución cultural de Ceaușescu
Ir a Tesis de Julio
Si bien a partir de la década de 1960, el gobierno rumano comenzó a relajar las reglas y a tratar mejor a sus ciudadanos, incluyendo una amnistía a los presos políticos y permitiendo más libertad de expresión, en los matices que eran apropiados en la literatura. Todo esto terminó con las Tesis de julio de 1971, que terminaron con la liberalización y la apertura, iniciando una tendencia que acentuó el totalitarismo y aisló a Rumania del resto del mundo.
El nacionalismo se volvió omnipresente y el argumento político más importante. Se describió a los rumanos como unidos a lo largo de su historia en torno al Líder.
La investigación histórica comenzó a centrarse en la era antigua, especialmente en la era dacia (prerromana). El "Instituto de Historia del Partido", especializado en escribir monografías sobre sindicalistas, lucha obrera y héroes de la clase obrera, comenzó a estudiar a los dacios, politizando la historia antigua. En 1980, el gobierno rumano celebró el 2050 aniversario de la fundación del estado unitario y centralizado bajo Burebista, sobre todo en la película épica "Burebista".